# 付加価値税登録番号
付加価値税登録番号（英語：VAT identification number、略称: VATIN、ドイツ語：Umsatzsteuer-Identifikationsnummer、略称USt-IdNr.またはUID、イタリア語：Partita IVA、略称: P. IVA）は、欧州連合（EU）などにおいてそれぞれの加盟国内の付加価値税（消費税）処理のための企業に与えられる個別番号（商業税番号）のことである。つまり各企業が固有にもつ「企業背番号」の意味であり、この番号を通して全ての事務処理が行われている。
例えば100ユーロの商品またはサービスに対して20%の付加価値税を付け、総支払い金額120ユーロとした場合、この20%（この例では20ユーロ）についてはその企業が登録されている国に対して納めなくてはいけない。この「付加価値税番号」の企業は一般的に3ヶ月ごとにこれら商品の販売やサーヴィスの提供によって収集した付加価値税の合計金額を国に収めなくてはいけない。収める時にもこの付加価値税番号は必要となる。
一般的にEU加盟国の企業はこの付加価値税登録番号を持っており（持っていない場合は個人で行っている場合か、正式に登録されていないもぐりの企業ということになる）、インボイス上や領収書上にこの付加価値税番号を記載するのが慣習となっている。EU加盟国ではインターネット上の公式VIESウェブサイトで登録番号の確認が出来る。番号は国記号（w:ISO 3166-1 alpha-2、ギリシャのELのみ例外）から開始する5-12桁の数字で、国によってはアルファベット文字が入る場合がある。欧州周辺国の他には、中南米の国々で同様の番号制度が運用されている。